# Kike Hermoso
Kike Hermoso, właśc. Enrique Gómez Hermoso (ur. 10 sierpnia 1999 w Madrycie) – hiszpański piłkarz grający na pozycji obrońcy w polskim klubie Arka Gdynia. 
W maju 2025 roku przedłużył kontrakt z Arką o kolejny rok.

## Sukcesy

### Real Betis
- Puchar Króla: 2021/2022[4]